# Hildegard Fässler

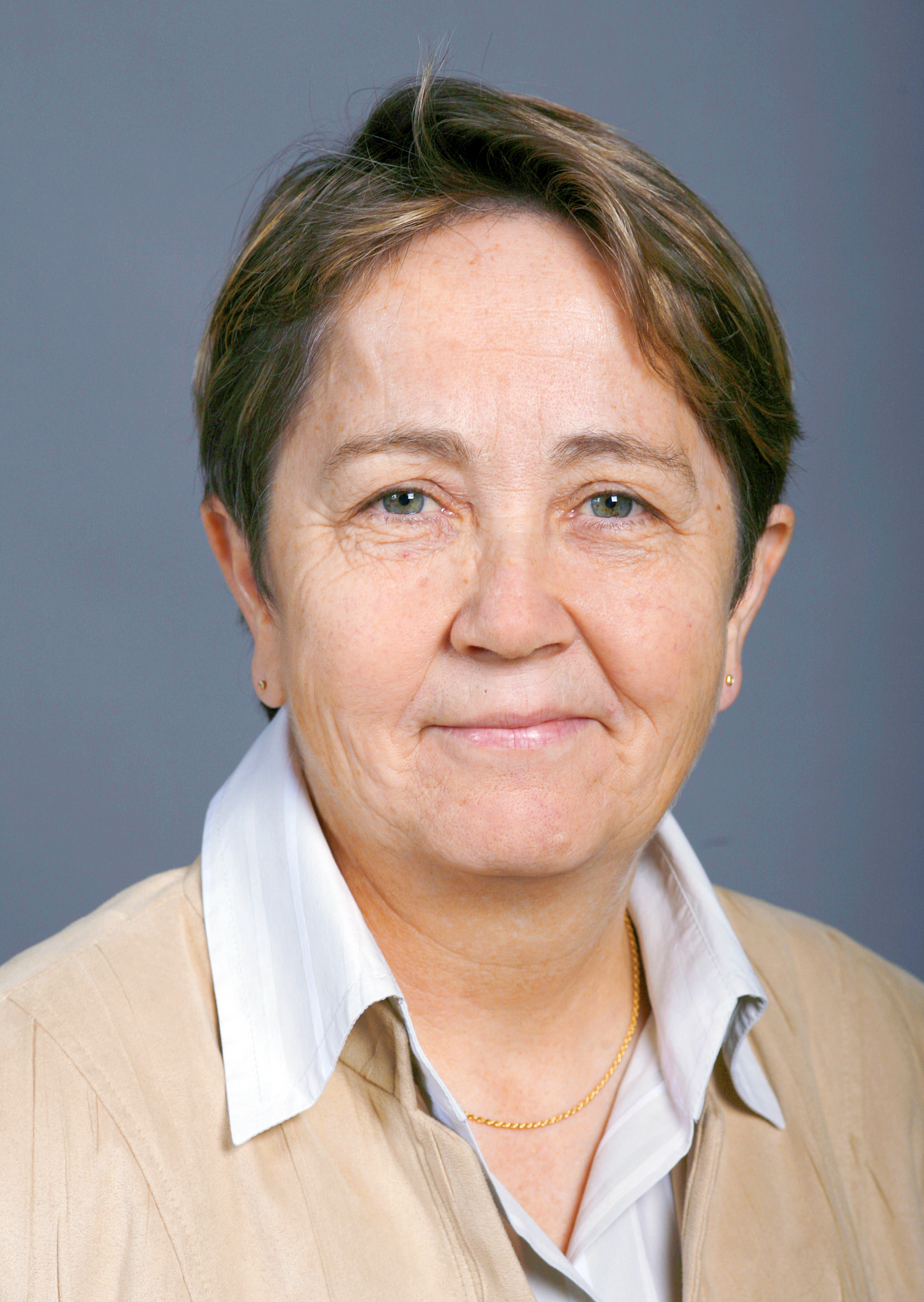
Hildegard Fässler (2007)

Hildegard Fässler-Osterwalder (* 22. Juni 1951 in Frauenfeld; heimatberechtigt in Appenzell und Stettfurt) ist eine Schweizer Politikerin (SP).

## Leben
Fässler besuchte die Volksschulen in Steckborn und ging danach auf das Lehrerseminar in Kreuzlingen. Sie schloss 1972 als Primarlehrerin ab. Danach studierte sie bis 1977 Mathematik an der Universität Zürich. Nach ihrem Diplom bildete sie sich ebenfalls an der Universität Zürich zur Mittelschullehrerin (Diplom für das höhere Lehramt) weiter und schloss im Jahr 1980 ab. Von 1979 bis 2000 war sie Mathematiklehrerin an der Kantonsschule Heerbrugg.
Fässler trat 1980 der SP Werdenberg bei und kandidierte 1988 erstmals für den Kantonsrat St. Gallen. Sie wurde damals nicht gewählt. Von 1990 bis 1996 war sie Vorstandsmitglied der SP Werdenberg. 1991 folgte die erste Kandidatur für den Nationalrat. Von 1992 bis zu ihrem Rücktritt am 30. September 1996 war sie Mitglied im Kantonsrat St. Gallen. Sie kandidierte bei den Wahlen 1995 zum zweiten Mal für den National- und zum ersten Mal für den Ständerat. Von 1996 bis Mai 2001 war sie Vizepräsidentin der SP des Kantons St. Gallen. Am 3. März 1997 rückte sie für die am 31. Dezember 1996 abgetretene Nationalrätin Kathrin Hilber in den Nationalrat nach. Von Dezember 1999 bis Juni 2002 war sie Vizepräsidentin der SP-Fraktion und danach amtierte sie bis 2006 als Fraktionspräsidentin. Vom 19. Mai 2001 bis zum 19. Juni 2004 war sie zudem Präsidentin der SP des Kantons St. Gallen.
Fässler trat per 3. März 2013 von ihrem Nationalratsmandat zurück. Sie begründete ihren Entscheid damit, dass sie 16 Jahre im Nationalrat sei (vier Legislaturen) und dies eine gute Zeitspanne sei, um aufzuhören. Ausserdem sei ihr Ehemann seit drei Jahren pensioniert und sie möchte mehr Zeit mit ihm verbringen. Für Fässler rückte Claudia Friedl in den Nationalrat nach.
Von 2012 bis 2020 war sie Mitglied des Universitätsrats der Universität St. Gallen.
Sie ist seit 1976 mit dem Hochschuldozenten der Fachhochschule für Technik NTB in Buchs SG Peter Fässler verheiratet und lebt heute in Grabs im St. Galler Rheintal.
Hildegard Fässler war Präsidentin des Hausvereins Schweiz.